# Stefan Eggers
Stefan Eggers (* 4. März 1970 in Georgsmarienhütte) ist ein ehemaliger deutscher Basketballspieler.

## Werdegang
Im August 1987 führte er die bundesdeutsche Kadettennationalmannschaft bei der Europameisterschaft dieser Altersklasse in Ungarn mit 15 Punkten je Begegnung als bester Korbschütze an. Gegen die Gastgebermannschaft erzielte er 23 Punkte und damit seinen Turnierhöchstwert. Eggers nahm ebenfalls an der Junioren-EM 1988 in Jugoslawien teil, dort kam er auf 4,3 Punkte je Partie.
Im Verein spielte er beim Osnabrücker BV. 1988/89 weilte er an der Socastee High School in Myrtle Beach (US-Bundesstaat South Carolina). Von 1989 bis 1992 studierte und spielte der 2,08 Meter große Eggers an der University of South Carolina in den Vereinigten Staaten. In 64 Spielen für die Hochschulmannschaft erreichte er Mittelwerte von 0,8 Punkten und einem Rebound. In der Saison 1993/94 war er mit dem TK Hannover in der Basketball-Bundesliga vertreten, zur Saison 1994/95 wechselte er zum MTV Wolfenbüttel in die 2. Basketball-Bundesliga.
Ab 2014 war Eggers beim Damen-Bundesligisten Osnabrück Co-Trainer und dann auch Basketballkoordinator. Er blieb bis Januar 2019 im Amt.